# Psicologia del desenvolupament

Un fetus, en una imatge amb ultrasò.

La psicologia del desenrotllament o desenvolupament és una branca de la psicologia que s'encarrega d'estudiar els canvis conductuals i psicològics de les persones al llarg de la vida, amb la finalitat de descriure’ls i predir-ne els comportaments. També investiga les habilitats motrius, les capacitats per a solucionar problemes, la comprensió conceptual, l'adquisició de la llengua, la comprensió moral i la formació de la identitat.

## Característiques generals
Les preguntes formulades pels psicòlegs del desenvolupament són: els xiquets són qualitativament diferents dels adults o manquen simplement de l'experiència que els adults acumulen durant la seua vida? El desenvolupament ocorre amb l'acumulació gradual del coneixement o amb canvis a partir d'una etapa de pensament a una altra? Els xiquets naixen amb coneixement natural o raonen a partir de l'experiència? El desenvolupament és conduït pel context social o per la personalitat de cada xiquet? Moltes perspectives teòriques procuren explicar el desenvolupament, entre les quals la més coneguda és la teoria de les etapes de Jean Piaget.
El desenvolupament es distingeix en tres grans dimensions, segons Santrock (2010):
- Processos físics: tots aquells relacionats amb els canvis en la naturalesa física de l'ésser humà.
- Processos cognitius i lingüístics: són els processos de pensament, intel·ligència i llenguatge.
- Processos socioemocionals: estan implicats en els canvis en la personalitat, en les emocions i en les relacions amb altres persones.

## Principis bàsics del desenvolupament
1. La maduració: l’ésser humà es desenvolupa des del naixement fins a la vellesa. Això ve condicionat per l'edat.
2. Es produeix de forma gradual.
3. Es produeix al llarg de tot el cicle vital.
4. És multidimensional (dimensions esmentades anteriorment) i multidireccional (abasta múltiples direccions i tots els àmbits s’interrelacionen).
5. L’ésser humà passa de la regulació externa (depèn del seu entorn) a l’autoregulació (és capaç de regular la seva conducta).
6. Hi ha diversos ritmes de desenvolupament.
7. És multifactorial: el desenvolupament no sols s’explica per la maduració, sinó també per altres factors com l’ambient i l’individu.
8. Es produeix en diferents contextos.
9. És continu i canviant: hi ha aspectes que no canvien, com la família, i d'altres que són dinàmics, com els nous vincles afectius.
10. L’ésser humà és fruit de la interacció: segueix els trets genètics heretats i les experiències i aprenentatges viscuts en ambients determinats.
11. No existeixen dos perfils de desenvolupament idèntics.

## La teoria dels estadis
La teoria dels estadis de Piaget divideix el desenvolupament humà al llarg de la vida en diferents etapes, com són la infància, l'adolescència, la maduresa i la vellesa. Aquesta divisió d'etapes és la més moderna, ja que en el moment de realitzar-se per primera vegada, la psicologia del desenvolupament estava més centrada en la psicologia infantil.
Tot això va succeir perquè, en el moment de realitzar-se la teoria, el govern francès pretenia una educació igual per a tot el món, i es trobà que hi havia diferències entre els infants. Això propicià també el desenvolupament de mètodes per a mesurar la intel·ligència i un estudi general de l'educació de les persones.
Posteriorment, es va veure la necessitat d'augmentar l'estudi del desenvolupament a altres etapes de la vida i els avantatges que tenia analitzar els canvis que ocorren en una persona al llarg de la vida.
Finalment, a causa de l'envelliment de la població a tot Europa en general, s'ha experimentat un fort creixement i interès per l'estudi de la vellesa i les seves malalties degeneratives (Alzheimer, Parkinson). Per aquesta raó s'ha propiciat el desenvolupament de la gerontopsicologia, disciplina psicològica que s'encarrega d'explicar les característiques mentals de la vellesa per millorar la qualitat de vida dels ancians.

## Altres teories
Cal destacar que la psicologia del desenvolupament actual està basada en múltiples teories que han ajudat a comprendre diferents aspectes del desenvolupament humà.
Les més destacades són: 
- La teoria psicoanalítica de Sigmund Freud i Sánchez-Barranco.
- La teoria psicosocial d'Erikson.
- Les teories conductistes i cognitivosocials de Pàvlov, Skinner, Watson i Rayner i Bandura.
- La teoria cognitiva de Piaget.
- La teoria del processament de la informació de Mayer i Siegler.
- La teoria del cicle vital de Baltes, Reese, Nesselroade i Baltes i Smith.
- La teoria etològica de Bateson i Hinde Immelmann i Suomi Call i Bekoff.
- La teoria ecològica de Bronferbrenner i Morris.
- La teoria sociocultural de Bruner, Vygotsky i Wertsch.
- La teoria evolucionista d’Hernández-Blasi, Bering i Bjorklund i Buss.

## Aplicacions
La psicologia del desenrotllament influeix en diversos camps aplicats, com són: l'educació, els problemes escolars, les patologies infantils, les malalties dels ancians…
La psicologia del desenvolupament complementa altres camps de la investigació bàsica dins de la psicologia: psicologia social, psicologia de l'envelliment, psicologia cognitiva, psicologia del llenguatge, psicologia de les emocions, psicologia de la motivació, entre d'altres.

## Principals investigadors
- Stanley Hall: el desenvolupament des de l'antropologia.
- Sigmund Freud: el desenvolupament psicosexual; la psicoanàlisi.
- Alfred Binet, metge i jurista francès.
- Charlotte Bühler, psicòloga especialitzada en infància i joventut.
- James Mark Baldwin, psicòleg nord-americà.
- Jean Piaget: desenvolupament cognitiu.
- Lev Vygotski (1896-1934): desenvolupament històric-cultural-social.
- Donald Winnicott: pediatre i psicoanalista britànic.
- Erik Erikson: desenvolupament afectiu del jo.
- Henri Wallon: psicòleg, filòsof, neuropsiquiatre i home polític francès.
- Lawrence Kohlberg: desenvolupament moral.
- James Fowler: desenvolupament espiritual.
- Ken Wilber: desenvolupament de la consciència.